# スラー川
スラー川（スラーがわ、ウクライナ語: Сула́。なおロシア語: Су́ла  / スーラ）は、ウクライナのスームィ州とポルタヴァ州を流れるドニプロ川左岸の支流である。
全長363km、流域面積18500km²。水は飲料水や農業用水として用いられ、流域の主な自治体としてはルブヌィやロムヌィがある。